# نادي استقلال أهواز
نادي استقلال أهواز (بالفارسية: باشگاه فوتبال استقلال اهواز) ، هي نادي رياضي في إيران، أسست عام 1948م، وتقع مقرها في مدينة الأهواز.

## تاريخ التسمية
منذ تأسيس النادي كانت تسمى تاج أهواز ، وبعد الثورة الإسلامية في إيران عام 1979م، غيرت التسمية إلى استقلال أهواز.

## وصلات خارجية
- (بالفارسية) Official club website
- (بالفارسية) Khuzestan Football Association